# 海瑞罷官
『海瑞罷官』（かいずいひかん、拼音: Hǎi Ruì Bàguān、「海瑞の罷免」）は、呉晗が1961年に発表した京劇戯曲。

## 上演までの経緯
1959年4月、上海で湘劇（湖南省の地方劇）を見た毛沢東が、海瑞の「直言敢諫」精神を宣伝するように秘書の胡喬木に指示したことを受け、当時の北京市副市長・清華大学教授の明代史研究者である呉晗は、『海瑞を論ず』等の歴史エッセイを発表していた。毛沢東はこの年8月の廬山会議で、大躍進政策の修正を求めた国防部長の彭徳懐を失脚させた後、「左派の海瑞（真海瑞）と右派の海瑞（偽海瑞）を分けなければならない」と述べた。これを受けて呉晗は「海瑞について」（「論海瑞」）という文章を9月に人民日報に発表し、婉曲に彭徳懐批判に同意した。
呉晗の海瑞への言及を読んだ北京京劇団団長の馬連良が、呉晗に海瑞を描いた戯曲執筆を依頼、呉晗は初めは京劇の素人だからとためらったが、結局執筆を引き受けた。何回かの書き直しの後、1960年11月に完成した。題名は、当初は『海瑞』だったが、友人の勧めで『海瑞罷官』とした。『北京文芸』1961年1月号に掲載され、北京京劇団によって1961年2月11日より上演された。
「罷」とは職を辞めさせられることで、タイトルは「海瑞の免職」というほどの意味である。作品の内容は明の時代、正義派の官吏の海瑞が、巡撫に任ぜられて赴任した土地で、民衆を苦しめる悪徳地方官僚を懲罰して民衆を冤罪から救済し、地方官僚が民衆から没収した土地を民衆に返還したため、地方官僚の陰謀で官職を罷免されるが、罷免の直前に悪徳官僚処刑を断行したというもの。呉晗は、海瑞が嘉靖帝を諫める上訴をして罷免された嘉靖45年の物語は、すでに上海で上海京劇院院長周信芳らによって劇化された『海瑞上疏』があるので、地方官僚の陰謀で罷免された隆慶3年冬の物語を取りあげたのである。上演された舞台は著名な歴史学者が京劇戯曲を書いたという新鮮さと馬連良らの演技で成功したが、京劇の玄人からはあまり好評ではなく、上演は長続きしなかった。

## 批判
1965年11月10日、姚文元は、上海の日刊紙『文匯報』に、「新編歴史劇『海瑞罷官』を評す」と題した論文を発表した。この論文は、『海瑞罷官』の冤罪取り消し（平冤獄）と土地の民衆への返還（退田）は、反革命分子らの冤罪取り消しと集団化された土地の農民への再分配・人民公社解体を主張するもので、『海瑞罷官』はプロレタリア独裁と社会主義に反対する「毒草」であると攻撃するものであった。当初、なぜ突然この劇を批判したのか姚の真意を疑うものが多かったが、姚の意図は毛沢東の意向を受け、呉晗の上司である彭真を失脚に追い込むことであった。姚は「退田」を大躍進後の調整政策で導入された「三自一包」に、また「平冤獄」を右派認定された人士への名誉回復に重ね合わせて批判し、その真意は彭真の上に立ってそれらの政策を主導した国家主席の劉少奇への批判だった。
毛沢東はさらに1965年12月21日内部談話で「姚文元の文章もいい。（中略）しかし急所にあたってはいない。急所とは“罷官”だ。嘉靖皇帝は海瑞を罷免した。59年我々は彭徳懐を罷免した。彭徳懐も“海瑞”だ」と述べ、強引に本来は無関係だった『海瑞罷官』と彭徳懐罷免を結びつけた。この毛沢東の談話で『海瑞罷官』は彭徳懐解任を批判・影射した作品だという印象が急速に形成された。江青や康生はその前年以前より『海瑞罷官』は批判すべき（康生は明白に廬山会議や彭徳懐との関連を指摘した）と主張したとされ、康生は毛沢東に直接『海瑞罷官』を彭徳懐と結びつけるよう示唆したという。姚文元の論文は江青が張春橋（当時上海市党書記）と共謀して秘密裏に執筆させたものだった。
姚文元の論文は12月になって北京の新聞雑誌にも転載されて議論の対象となる。この事態を収拾するため中国共産党の「文化革命五人小組」の組長だった彭真は1966年2月に小組を招集して、論争を学術の枠内で収めるように図る「二月要綱」を作成、党内でも承認（毛沢東は黙認）を得た。ところが毛沢東は4月10日になって、「二月要綱」は間違っており党中央宣伝部は左派を支持していないと一転して批判した。5月に開催された共産党中央政治局拡大会議で、「二月要綱」の取り消しと「文化革命五人小組」の廃止、「中央文化革命小組」の設置を盛り込んだ「五・一六通知」が決定されるとともに、彭真は陸定一、羅瑞卿、楊尚昆と結託した「反党集団」であると林彪に指弾されて失脚する。「五・一六通知」は各領域の「ブルジョア階級の代表者」を批判一掃して権力を奪取せよと呼びかけるもので、文化大革命を発動させることになった。
結果として、この論文は文化大革命の序幕となる。呉晗は文革中の1968年に秦城監獄に投獄され、1969年11月10日に獄中で死亡した（死因不明）。

## 海瑞罷官前の「海瑞罷官」

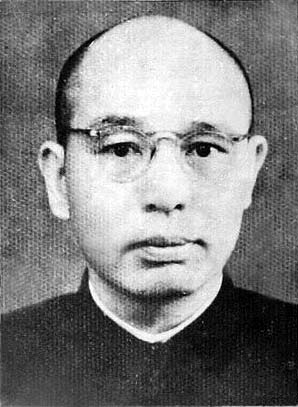
周小舟

毛沢東が海瑞についての劇を見たのは、1958年12月に湖南省の長沙で上演された「生死牌」が最初である。
これは、湖南省党委員会第一書記の周小舟が見せたものであり、周自身も毛沢東の推し進めた大躍進に反対し、1959年の廬山会議で彭徳懐に連なる「反党集団」として批判・左遷されることになる身の上であった。大躍進をめぐって批判を受けながらも周は自らが管轄していた湖南省では大躍進政策を積極的に行わず、結果として大躍進の失敗から全国的に餓死が蔓延した中にあって湖南省では餓死を食い止めることになった。周小舟は、自らを海瑞に見立てて劇を上演した。

## 関連文献
- 小山三郎「呉晗と『海瑞の免官』に関する考察」『現代中国の政治と文学　批判と粛清の文学史』第七章、東方書店、1993年6月